# 揚克良格鄉 (尼亞姆茨縣)
46°51′23″N 26°58′58″E / 46.8564°N 26.9829°E
揚克良格鄉（羅馬尼亞語：Comuna Ion Creangă, Neamț），是羅馬尼亞的鄉份，位於該國東北部，由尼亞姆茨縣負責管轄，面積75平方公里，海拔高度198米，2007年人口5,775，人口密度每平方公里77人。